# Raúl Corrales Fornos
Raúl Corrales Fornos (Ciego de Ávila, 29 de enero de 1925-Cojímar, 15 de abril de 2006) fue un fotógrafo cubano.

## Biografía
Toda su vida se desempeñó como fotógrafo de múltiples publicaciones. Desde 1961 fue miembro fundador de la Sección de Fotografía de la Unión de Escritores y Artistas de Cuba (UNEAC). En 1998, apareció en el inicio del documental Buena Vista Social Club exhibiendo algunas de sus más famosas fotografías.

## Exposiciones personales
En 1980 "35 con la 35"en Galería de La Habana. Cinco años más tarde en 1985 expone"Homenaje a Raúl Corrales", Museo Nacional de Bellas Artes, La Habana. En 1987 "Cuba, imágenes de la Historia ", Galería FUNARTE, Río de Janeiro, Brasil. En 1993 "Visa pour l’Image" 5 Festival International du Photoreportage. Perpiñán, Francia. En el 2002 expone sus imágenes en la expo "Raúl Corrales"en Couturier Gallery, Los Ángeles, California, EE. UU.

## Exposiciones colectivas
En una selección de sus múltiples exposiciones colectivas podemos mencionar en 1966 "Primera Muestra de la Cultura Cubana", Pabellón Cuba. En 1981 forma parte de la muestra con motivo del Premio de Fotografía Contemporánea Latinoamericana y del Caribe en la Galería Latinoamericana, Casa de las Américas, La Habana. En 1984 participa en la 1.ª. Bienal de La Habana, Museo Nacional de Bellas Artes. Ya en el año 2002 obras suyas participan en"Cuba 1960-2000. Sogno e realtá", Italian Foundation for Photography, Turín, Italia. Entre muchas otras.

## Premios
Entre los galardones obtenidos durante su carrera se pueden mencionar el Premio Salón de Artes Plásticas UNEAC 1979, Centro de Arte Internacional, La Habana. Obtuvo también el Premio de Fotografía Cubana 1982, Salón 23 y M, Hotel Habana Libre. En Premio. Salón de Artes Plásticas UNEAC’82, Museo Nacional de Bellas Artes, La Habana. En 1996 le otorgan el Premio Nacional de Artes Plásticas. Ministerio de Cultura, Cuba.
También fue condecorado con la Orden Félix Varela. Diploma al mérito artístico el 7 de septiembre de 2001 y Dr. honoris causa en Arte el 31 de enero de 2005.

## Colecciones
Sus obras forman parte de las colecciones de la La Fototeca de Cuba, La Habana, La Casa de las Américas, La Habana,Cuba. Del Centro Studi e Archivio della Comunicazione, Universidad de Parma, Italia. Del Museo Nacional de Bellas Artes, La Habana, Cuba. Entre otras muchas instituciones.